# 五十嵐力助
五十嵐 力助（いがらし りきすけ、1849年（嘉永2年4月）- 1902年（明治35年）7月29日）は、明治時代の政治家。自由民権運動家。衆議院議員（2期）。

## 経歴
米沢藩士。戊辰戦争では藩の散兵隊に入り三越を転戦した。1877年（明治10年）頃より自由民権を訴えた。米沢中学舎長、士族会議長を経て、1879年（明治12年）山形県会議員に当選し、同議長を歴任した。のち耶麻郡長となったのち岐阜県に奉職し、庶務課長および学務課長を務めた。1890年（明治23年）7月の第1回衆議院議員総選挙では山形県第2区から出馬し当選。つづく第2回総選挙でも当選し衆議院議員を2期務めた。

## 親族
- 長女：きう（海軍中将・上泉徳弥妻）[3]